# Dobra (rivière)
Pour les articles homonymes, voir Dobra.
La rivière Dobra est une rivière de Croatie qui est un affluent de la rivière Kupa. Elle se jette dans cette dernière au niveau de la ville de Karlovac. La rivière Kupa se jette de son côté dans la Save. Longue de 104 km, la Dobra fait partie du bassin hydrographique de la mer Noire.

## Géographie
La rivière prend sa source dans la partie septentrionale des Alpes dinariques. Les affluents de la rivière sont le Kamacnik et la Vitunjcica. Jusqu’aux années 1960, la rivière devenait totalement souterraine au niveau de la ville d’Ogulin. Aujourd’hui, une grande partie des eaux de la rivière sont canalisées artificiellement vers une centrale hydroélectrique et un lac artificiel. Seule une petite partie des eaux passe toujours en sous-sol. Les eaux de la partie haute de la rivière, en sortie du sous-sol, parcourent ensuite 15 km dans un canyon.

## Faune et flore
Parmi les espèces présentes de poissons se trouvent l’ombre qui a été introduit en 1962, le gardon, le chevesne, le hotu, le brochet et aussi plusieurs salmonidés. Parmi les espèces endémiques et menacées se trouvent également l’Echinogammarus cari et le Gammarus fossarum.

## Tourisme
La rivière, dont l’eau est de qualité et qui passe dans un canyon assez préservé, attire de nombreuses activités touristiques et notamment l’activité de rafting. Grâce au lac artificiel présent, le débit de la rivière est suffisant toute l’année pour cette activité.

## Protection
La rivière aiguise l’intérêt économique dans le domaine de la production de l’énergie hydroélectrique. Un projet visant à construire un nouveau barrage et une centrale électrique est en débat depuis de nombreuses années. Le projet pourrait avoir des conséquences dramatiques sur la faune et la flore locale. Certains travaux ont par ailleurs déjà été lancés en 2005 et devraient se terminer en 2009,.
La partie souterraine de la rivière abrite en effet plusieurs espèces endémiques comme le protée anguillard et l’éponge des grottes d’Ogulin. Cette dernière est la seule éponge d'eau douce au monde. Les constructions pourraient modifier le niveau et la température de l’eau et atteindre ces espèces menacées. D’autres espèces sont probablement encore à découvrir dans des zones non explorées du sous-sol. Le canyon sera de plus en partie inondé. Ces travaux auront également un impact négatif sur le tourisme et notamment sur les activités de rafting en réduisant le trajet praticable à seulement 2 km au lieu de 15 km,.